# Merlinove pustolovščine (TV-serija)
Merlinove pustolovščine (izvirno Adventures of Merlin ali Merlin) je britanska  fantazijsko-pustolovska serija televizije BBC, ki je na sporedu od 20. septembra 2008. Serija temelji na legendi kralja Arturja o čarovniku Merlinu in njegovem odnosu s princem Arturjem, a se od tradicionalnih različic legende v več načinih razlikuje. BBC je serijo poleti 2011 obnovil za peto sezono, novembra 2012 pa sporočil, da je to zadnja sezona.
V Sloveniji serijo od 1. januarja 2011 predvaja Kanal A, ki je doslej predvajal prve tri sezone.

## Pregled sezon
| Sezona | Sezona | Št. epizod | Prvo predvajanje v Veliki Britaniji (BBC) | Prvo predvajanje v Veliki Britaniji (BBC) | Prvo predvajanje v Sloveniji (Kanal A) | Prvo predvajanje v Sloveniji (Kanal A) |
| Sezona | Sezona | Št. epizod | Premiera sezone                           | Finale sezone                             | Premiera sezone                        | Finale sezone                          |
| ------ | ------ | ---------- | ----------------------------------------- | ----------------------------------------- | -------------------------------------- | -------------------------------------- |
|        | 1      | 13         | 20. september 2008                        | 13. december 2008                         | 1. januar 2011                         | 12. februar 2011                       |
|        | 2      | 13         | 19. september 2009                        | 19. december 2009                         | 29. oktober 2011                       | 10. december 2011                      |
|        | 3      | 13         | 11. september 2010                        | 4. december 2010                          | 11. december 2011                      | 22. januar 2012                        |
|        | 4      | 13         | 1. oktober 2011                           | 24. december 2011                         | /                                      | /                                      |
|        | 5      | 13         | 6. oktober 2012                           | 29. december 2012                         | /                                      | /                                      |